# الدوق الأكبر أليكسي ألكساندروفيتش

شعار النبالة الأصغر للأبناء الصغار لإمبراطور روسيا

دوق روسيا الأكبر أليكسي ألكساندروفيتش (بالروسية: Алексе́й Алекса́ндрович)‏ (مواليد 14 يناير [بالتقويم القديم: 2 يناير
] 1850 في سانت بطرسبرغ – وفيات 14 نوفمبر 1908 في باريس) كان الطفل الخامس والابن الرابع لألكسندر الثاني ملك روسيا وزوجته الأولى ماريا ألكساندروفنا (ماري من هيس). تم اختيار أليكسي ألكساندروفيتش للعمل في البحرية، وبدأ تدريبه العسكري في سن السابعة. بحلول سن العشرين، تم تعيينه ملازمًا للبحرية الإمبراطورية الروسية وزار جميع الموانئ العسكرية الأوروبية لروسيا. في عام 1871، تم إرساله كسفير للنوايا الحسنة للولايات المتحدة واليابان.
في عام 1883 تم تعيينه أميرالًا عامًا. كان له مساهمة كبيرة في تجهيز البحرية الروسية بسفن جديدة وفي تحديث الموانئ البحرية. رغم ذلك، بعد هزيمة الإمبراطورية الروسية في معركة تسوشيما عام 1905، أصبح ينظر إليه على أنه متهور وفاسد وغير كفء، ثم تم إعفاؤه من قيادته. توفي في باريس عام 1908.

## النشأة
ولد الدوق الروسي الكبير أليكسي ألكساندروفيتش رومانوف في سانت بطرسبرغ في 14 يناير 1850. كان نجل الإمبراطور ألكسندر الثاني والإمبراطورة ماريا ألكسندروفنا. وهو الأخ الأصغر للدوقة الكبرى ألكسندرا ألكساندروفنا، تساريفيتش نيكولاي ألكساندروفيتش، الكسندر الثالث ملك روسيا، والدوق الأكبر فلاديمير ألكساندروفيتش. والأخ الأكبر للدوقة ماريا من ساكس-كوبرغ وجوتا، والدوق الأكبر سيرجي ألكساندروفيتش والدوق الأكبر بول ألكساندروفيتش.
تم اختيار الدوق أليكسي للعمل في البحرية منذ طفولته. في سن السابعة حصل على رتبة ضابط بحري. في العام التالي، تم تعيين كونستانتين نيكولايفيتش بوسيه كمعلم له. بينما كان الشتاء مخصصًا للدراسات النظرية، تدرب خلال الصيف على السفن الحربية الروسية التابعة لأسطول البلطيق المتمركز في ميناء سانت بطرسبرغ. عرّفه التدريب على السفن الشراعية المختلفة:
- في عام 1860 اليخت شتاندرات في رحلة بحرية من بيتيرهوف إلى ليبايا
- في 1861-1863 اليخت زبافا تحت علم الأدميرال بوسيت في خليج فنلندا وخليج بوثنيا،
- في عام 1864 الفرقاطة سفيتلانا في خليج فنلندا وبحر البلطيق
- في عام 1866 الفرقاطة أوسليبيا خلال رحلة تدريبية مكثفة إلى جزر الأزور.[3]

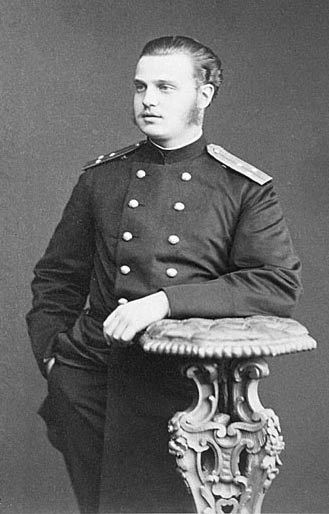
الدوق الأكبر أليكسي ألكساندروفيتش في شبابه، صورة من سيرجي لفوفيتش ليفيتسكي.

في 18 سبتمبر 1866 تمت ترقية أليكسي إلى رتبة ملازم أول. واصل مسيرته البحرية كضابط على متن الفرقاطة ألكسندر نيفسكي في رحلة بحرية عبر البحر الأبيض المتوسط إلى بيرايوس، حيث حضر حفل زفاف ابنة عمه أولغا كونستانتينوفنا.
في عام 1868 ذهب في رحلة إلى جنوب روسيا مسافرًا بالقطار من سانت بطرسبرغ إلى نيكولايفسك، واستمر بالسفينة أسفل نهر الفولغا إلى أستراخان. ثم استقل سفينة عسكرية في رحلة بحرية في بحر قزوين إلى باكو، ثم بتروفسك (محج قلعة الآن) ثم إلى إيران. ثم عبر القوقاز ووصل إلى بوتي حيث رست ألكسندر نيفسكي. من هناك أبحر إلى القسطنطينية وأثينا وجزر الأزور في رحلة العودة، تحطمت الفرقاطة قبالة ساحل جوتلاند خلال عاصفة في بحر الشمال. على الرغم من فقدان السفينة، إلا أن جميع أفراد الطاقم باستثناء خمسة لم يصابوا بأذى ووصلوا بأمان إلى الشاطئ.
في يناير 1870، بلغ أليكسي ألكساندروفيتش سن الرشد وفقًا للتشريع الروسي. تميز الحدث بأداء قسمين : القسم العسكري وقسم الولاء لدوقات البيت الإمبراطوري الروسي. في يونيو 1870 بدأ اليكسي الجزء الأخير من تدريبه. وشمل ذلك الملاحة الداخلية على قاطع بمحرك بخاري، على الطريق من سانت بطرسبرغ إلى أرخانجيلسك عبر نظام قناة مارينسك ودفينا الشمالية. بعد زيارة المدارس والمنشآت الصناعية في أرخانجيلسك، بدأ تدريبه على الملاحة في ظروف القطب الشمالي، على متن كورفيت فارياج. أخذته هذه الرحلة البحرية إلى جزر سولوفيتسكي، واستمر عبر البحر الأبيض وبحر بارنتس إلى نوفايا زيمليا. استمر الطريق إلى خليج كولا ومدينة مورمانسك وموانئ شمال النرويج وأيسلندا. عاد إلى كرونشتاد في نهاية سبتمبر.

## علاقة مع الكسندرا جوكوفسكايا

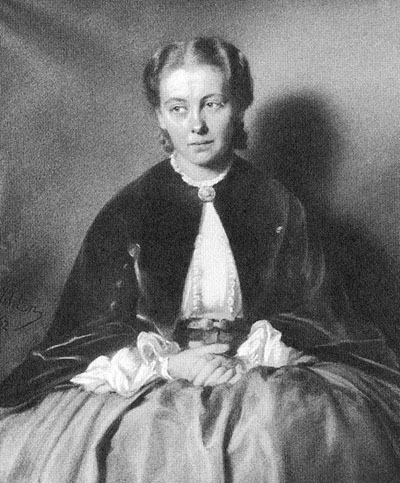
الكسندرا جوكوفسكايا

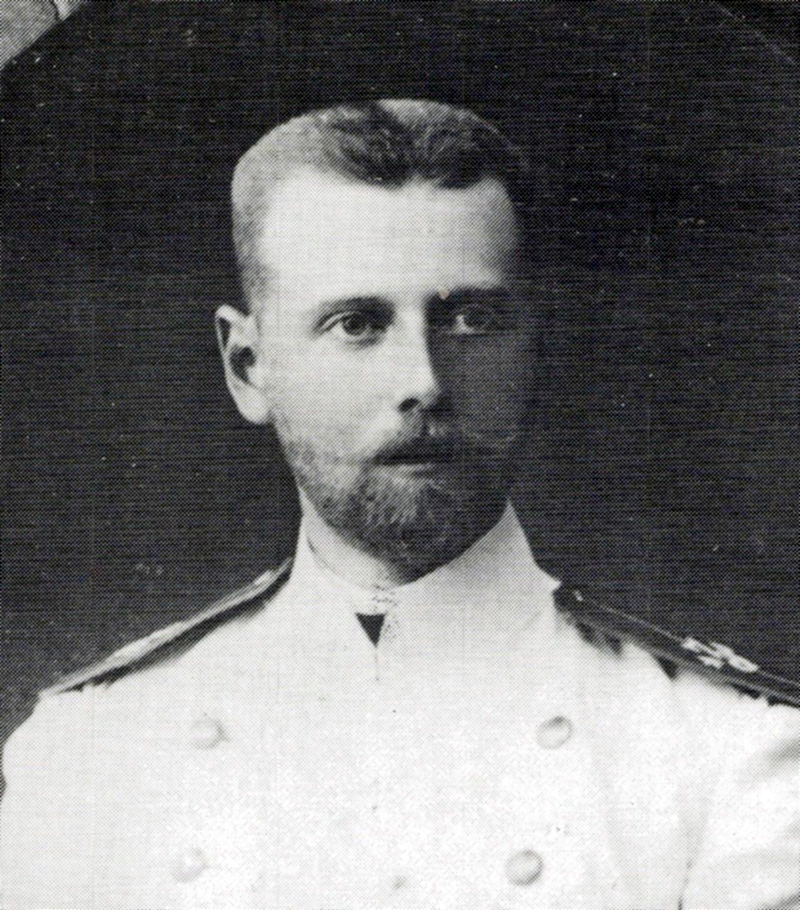
الكونت أليكسي أليكسيفيتش بلفسكي جوكوفسكي 1871-1931

في عام 1869/1870، أقام أليكسي علاقة غرامية مع ألكسندرا جوكوفسكايا، ابنة الشاعر فاسيلي أندرييفيتش جوكوفسكي، الذي كان يكبره بثماني سنوات. أنجبا إبنًا اسمه أليكسي، ولد في 26 نوفمبر 1871. كان القيصر ألكسندر الثاني يعارض بشدة هذه العلاقة.
يدعي بعض المؤرخين أنهما تزوجا زواجاً على الشرط المرغنطي وأن الكنيسة الروسية الأرثوذكسية ألغت الزواج، لأنه وفقًا "للقوانين الأساسية للبيت الإمبراطوري"، كان هذا الزواج غير قانوني. ومع ذلك، فإن المادتين 183 و 188، اللتين تحظران الزيجات دون موافقة الإمبراطور، تم إدراجهما في القوانين الأساسية فقط من خلال مراجعة عام 1887 تحت حكم القيصر ألكسندر الثالث. لم تحظر القواعد المعمول بها في عام 1870 الزيجات المرغنطية، ولكنها ببساطة استثنت نسلها من وراثة العرش.  لا يوجد دليل على الزواج أو الطلاق. لا يوجد أيضًا دليل على أن أليكسي طلب الإذن بالزواج. نظرًا لأن ألكسندرا جوكوفسكايا لم تكن أرستقراطية، وإلى جانب كونها ابنة ابن غير شرعي لمالك أرض روسي وعبد تركي، فإن مثل هذا الزواج لم يكن من الممكن تصوره.
منزعجًا من علاقة ابنه، رفض الإسكندر الثاني منح ألكسندرا جوكوفسكايا لقبًا، والذي كان سيكون إعتراف رسمي بأبوة الدوق الأكبر، حتى لو كانت غير شرعية. كما رفضت محاكم أوروبية أخرى منحها اللقب. كحل أخير، في 25 مارس 1875، تمكنت ألكسندرا من الحصول على لقب البارونة سيجيانو من جمهورية سان مارينو، مع الحق في نقل اللقب إلى ابنها وأحفاده الذكور البكر. في عام 1883 فقط، منح ألكسندر الثالث، الأخ الأكبر لأليكسي، البارون سيغيانو لقب الكونت بيليفسكي، وفي عام 1893 وافق على شعار النبالة الخاص به.

## جولات خارجية

### الولايات المتحدة

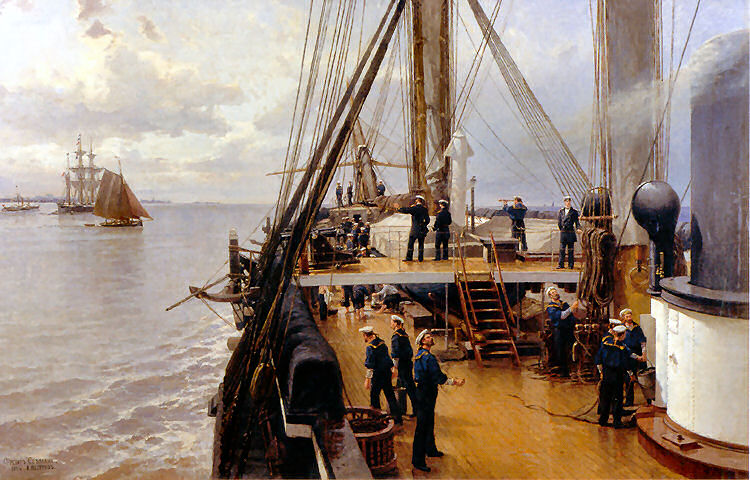
على متن الفرقاطة

#### رحلة
بعد الزيارة الرسمية التي قام بها أسطول أمريكي بقيادة الأدميرال ديفيد فراجوت في عام 1867 إلى سانت بطرسبرغ، كانت الحكومة الروسية تترقب زيارة رفيعة المستوى للبحرية الروسية. بعد مفاوضات مطولة، تقرر أن يرأس الدوق الأكبر الوفد الروسي. تم الإعلان الرسمي عن الزيارة في 29 يونيو 1871 من قبل نيكولاي كارلوفيتش كرابي، وزير البحرية الإمبراطورية الروسية.
ضم السرب الروسي، بقيادة الأدميرال كونستانتين نيكولايفيتش بوسيت على متن الفرقاطة بوغاتير، الفرقاطات سفيتلانا والأدميرال والكورفيت إغناتيف والقارب الحربي أبريك. كان أليكسي يعمل ملازمًا على متن السفينة سفيتلانا. قبل الوصول إلى الولايات المتحدة، كان من المقرر أن تقابل الفرقاطة فسادنيك التابعة لأسطول المحيط الهادئ الروسي السرب الروسي. على الرغم من أن جميع السفن كانت مجهزة بمحركات بخارية، إلا أن السرب قام بالمرور إلى أمريكا بشكل رئيسي تحت الإبحار، وذلك لتجنب إنشاء ميناء على طريق إمدادات الفحم. بالإضافة إلى طاقم أليكسي الشخصي، ضم الطاقم 200 ضابط وأكثر من 3000 بحار. أبحر السرب من كرونشتاد في 20 أغسطس 1871.
توقف السرب أولاً في كوبنهاغن، حيث قام بزيارة الملك كريستيان التاسع ملك الدنمارك. في القناة الإنجليزية، التقى الروس بسرب من البحرية الملكية ورافقوا إلى بليموث، حيث التقى أليكسي من قبل دوق إدنبرة ألفريد من ساكس كوبورغ. كان من المقرر زيارة قلعة بالمورال، ولكن تم إلغاؤها لأن أمير ويلز كان مريضًا جدًا والملكة فيكتوريا قلقة للغاية. أبحر السرب الروسي من بليموث في 26 سبتمبر، وفي طريقه إلى نيويورك، توقف لبضعة أيام في فونشال، ( جزر ماديرا )، وغادر في 9 أكتوبر.
استقبل السرب الروسي سربًا أمريكيًا تحت قيادة نائب الأدميرال ستيفن كليج روان، ميناء أميرال في نيويورك. حضر الأدميرال صموئيل فيليبس لي، قائد سرب شمال الأطلسي، على متن سفينته الخاصة، يو إٍس إٍس سفسيرن. كما كان هناك سفن أخرى مميزه في السرب، وحضرها العديد من القاطرات.
تم تشكيل لجنة ترحيب في نيويورك، برئاسة ويليام هنري أسبينوال. وكان من بين أعضاء اللجنة موسى هـ. غرينيل، والجنرال إيروين ماكدويل، وثيودور روزفلت، لويد اسبينول، ألبرت بيرتشات وأخرون. بعد تأخير قصير بسبب الطقس، رسى السرب الروسي في ميناء نيويورك في 21 نوفمبر 1871، حيث استقبل الجنرال جون آدامز ديكس الدوق الأكبر. جرى عرض عسكري في المدينة. ثم حضر أليكسي قداس الشكر في الكنيسة الروسية.

#### استقبال من قبل الرئيس جرانت

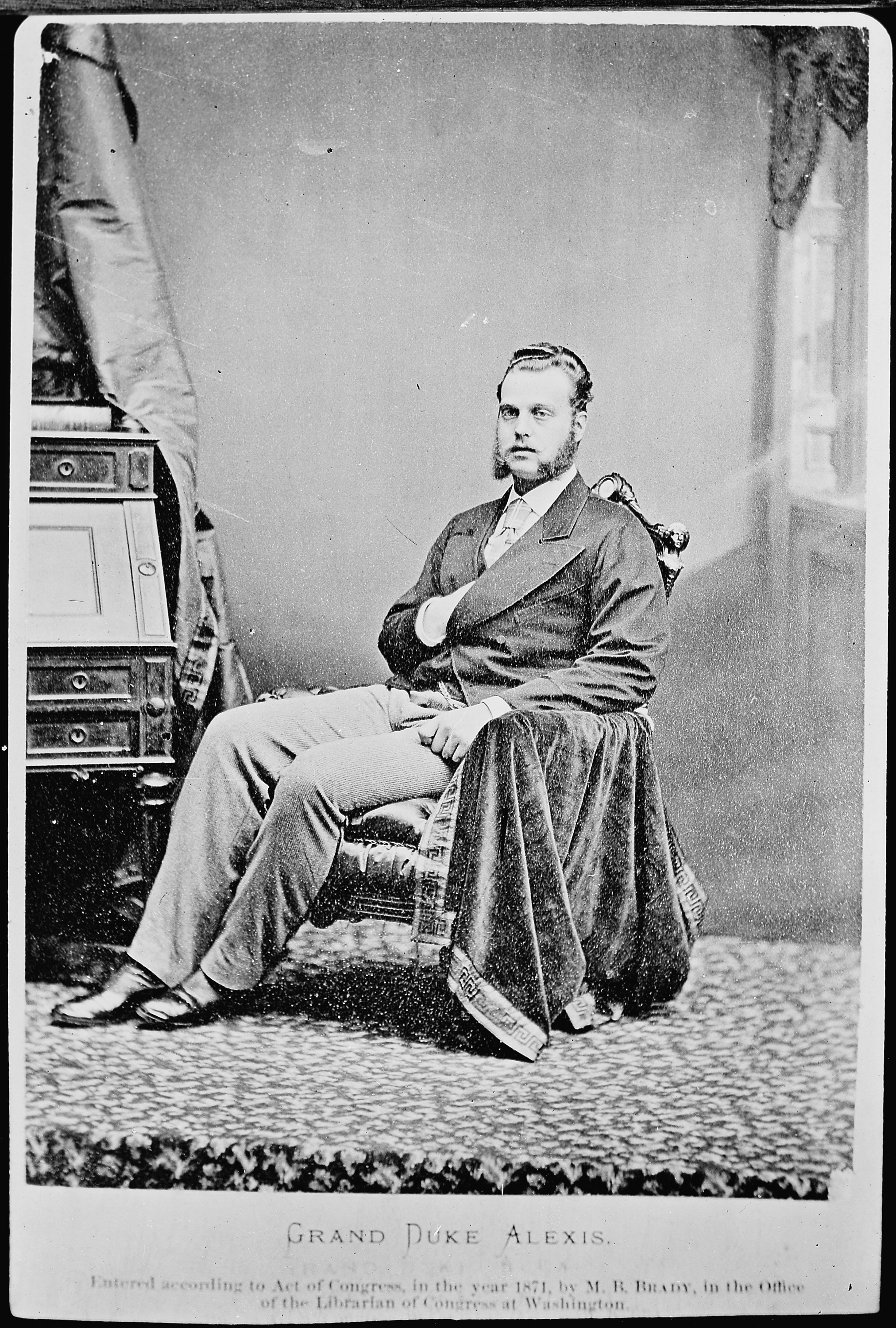
تصوير ماثيو برادي

في 22 نوفمبر 1871، غادر أليكسي إلى واشنطن العاصمة بقطار خاص، وضعته شركة نيوجيرسي للسكك الحديدية والنقل تحت تصرفه. كان القطار يحتوي على ثلاث عربات: "المفوضية" التي تحتوي على جميع التحسينات الحديثة لفندق، وتتكون من غرف تخزين ومخزن، و "روبي"، وعربة غرفة طعام تتسع لـ 28 شخصًا، مع مطبخ، وصناديق ثلج، ونوع من النبيذ القبو، و "كيارسريج" وهي غرفة تستخدم كغرفة جلوس ونوم وقراءة.
في 23 نوفمبر، استقبله الرئيس يوليسيس إس جرانت. وحضرت أيضاً زوجة الرئيس جوليا غرانت وابنته نيلي غرانت. حضر الاجتماع العديد من أعضاء مجلس الوزراء: هاميلتون فيش (وزير خارجية الولايات المتحدة)، كولومبوس ديلانو (وزير داخلية الولايات المتحدة) مع زوجته عاموس تابان أكرمان (المدعي العام للولايات المتحدة) وحضر برفقة زوجته جورج إس بوتويل (وزير الخزانة الأمريكية)، وكذلك جورج ماكسويل روبسون ( وزير البحرية الأمريكية )، الجنرال فريدريك تريسي دنت (صهر الرئيس والسكرتير العسكري)، جون كريسويل (مدير مكتب البريد للولايات المتحدة)، وكذلك الجنرالات هوراس بورتر وأورفيل إي. بابكوك.
خيم على زيارة واشنطن إستياء رئيس الولايات المتحدة جرانت الناجم عن رفض الإمبراطورية الروسية استدعاء قسطنطين كاتاكازي، وهو الوزير المفوض لروسيا في الولايات المتحدة. استغرق وقت الزيارة بأكملها إلى واشنطن يومًا واحدًا فقط. لم يتم تقديم أية ترفيه رسمي في واشنطن إلى الدوق الأكبر، على الرغم من أنه تم تنظيم عشاء رسمي سابقاً لجميع الزيارات الأخرى لأفراد العائلات المالكة إلى البيت الأبيض. أقيم مثل هذه المآدب على سبيل المثال عندما استقبل الرئيس جون تايلر فرانسوا دورليان، أمير دي جوينفيل، وعندما استقبل أبراهام لينكولن الأمير نابليون جوزيف بونابرت وحتى عندما استقبل يوليسيس غرانت كاميهاميها الخامس ملك جزر ساندويتش. مساء الزيارة إلى البيت الأبيض، تناول أليكسي وحزبه العشاء في منزل الوزير كاتاكازي، وكان المسؤول الأمريكي الوحيد الذي حضر هو الجنرال بورتر. إبان مغادرته سُئل أليكسي عما إذا كان ينوي العودة إلى واشنطن. على الرغم من أنه أعرب عن رغبته في العودة خلال جلسة للكونغرس، إلا أن العلاقات الدبلوماسية غير المستقرة بسبب الوزير كاتاكازي حالت دون حدوث ذلك. كما كانت هناك توقعات بتوقيع معاهدة تحالف عسكري بين الولايات المتحدة وروسيا خلال الاجتماع؛ لكن لم يكن هذا هو الحال.

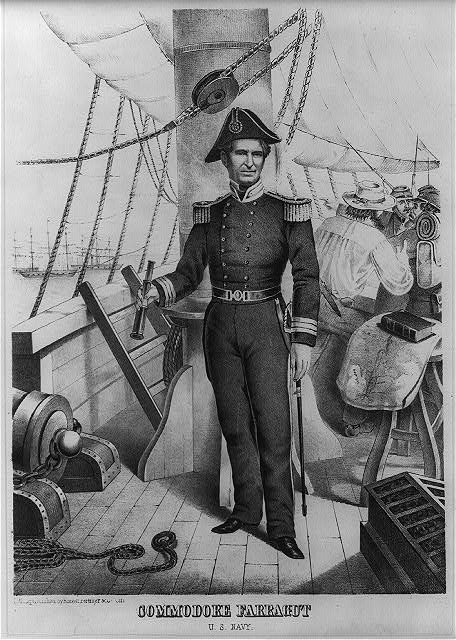
طابع للوحة التي رسمها ويليام بيج، تصور الأميرل ديفيد فاراغوت، والتي قُدِّمت إلى الدوق الأكبر أليكسي كهدية للقيصر ألكسندر الثاني.

#### الساحل الشرقي
في نيويورك، زار بروكلين نافي يارد، فورت وادزورث والتحصينات في جزيرة جفرنرز. كما استعرض قسم الإطفاء في ميدان تومبكينز. كان من أبرز الرحلات رحلة السفينة البخارية على نهر هدسون لزيارة الأكاديمية العسكرية للولايات المتحدة، ويست بوينت.
تم تنظيم العديد من الكرات على شرفه، أهمها الكرات الكبرى في نيفي يارد وأكاديمية الموسيقى. حضر اليكسي عروض الأوبرا لفاوست وميجنون في أكاديمية الموسيقى. ذهب أيضًا في جولة تسوق، حيث توقف في متاجر اليكسندر تيرني و تيفاني حيث اشترى بعض المجوهرات والتماثيل البرونزية.        
في 2 ديسمبر 1871، أُقيم حفل في الأكاديمية الوطنية للتصميم، حيث استقبل الدوق الأكبر كل من صموئيل إف بي مورس وويليام ستودارد وويليام بيج وألبرت بيرشتات وعدة فنانين اخرين. تم تسليم لوحة فاراغوت في أكفان هارتفورت في معركة خليج موبايل من قبل ويليام بيج كهدية تذكارية من مواطني نيويورك إلى القيصر ألكسندر الثاني. قدم الجنرال جون آدمز ديكس اللوحة واللفيفة المصاحبة لها مع خطاب موجز أعرب فيه عن أمله في أن يعزز ذلك التعاون القائم بين الولايات المتحدة وروسيا. تم وضع اللوحة على متن سفينة القيادة الروسية لنقلها إلى روسيا.
في 3 ديسمبر 1871، غادر أليكسي إلى فيلادلفيا حيث استقبله الجنرال جورج ميد والأدميرال تورنر. وزار كلية جيرارد وأعمال بيرد للقاطرات والبحرية. كان مهتمًا بشكل خاص بالمعرض الميثودي في قاعة البستنة، حيث قدمت له السيدات كلبًا أفغانيًا.
في 6 ديسمبر 1871، زار أليكسي مصنع سميث آند ويسون في سبرينغفيلد، ماساتشوستس، وتم تقديمه بقبضة لؤلؤية محفورة بالكامل، ومغلفة بمسدس Smith & Wesson Model 3. كلف المسدس والعلبة المصنع 400 دولار، لكنه كان استثمارًا مفيدًا، حيث كانت الشركة تأمل في عقود إضافية. عرض الدوق الأكبر مسدسه بفخر بينما كان يتجول في الحدود الأمريكية وحمله في رحلة صيد جاموس مع "بوفالو بيل" الشهير كودي.
من 7 إلى 14 ديسمبر، توقف في بوسطن حيث أقام في ريفير هاوس. تم استخدام لانداو (نقل) التي استقلها الرئيس لينكولن خلال زيارته لبوسطن. تم الترحيب به رسميًا في قاعة المدينة و مكتب الولاية. خلال إقامته، قام بزيارة جامعة هارفارد وضاحية كامبريدج، ماساتشوستس وكذلك مدارس عامة مختلفة في منطقة بوسطن، حيث تم إطلاعه بشكل مكثف على نظام التعليم الأمريكي. ومن المعالم البارزة الأخرى ساحة معركة بنكر هيل وزيارة أحواض بناء السفن في تشارلزتاون، ماساتشوستس.
حضر أليكسي أيضًا مهرجانًا موسيقيًا حيث قام 1200 طفل في المدرسة بتأليف الجوقة العظيمة. في المهرجان، تم تقديم مسيرة ترحيب كبيرة، تم تأليفها خصيصًا من قبل يوليوس أيشبرج وتكريسها لـ "صاحب السمو الإمبراطوري".
أقيمت كرة على شرف الدوق الأكبر أليكسي ألكساندروفيتش في مسرح بوسطن. تُظهر المراجعة والتدقيق في النفقات أن تكلفة الكرة كانت 14678.58 دولارًا (ما يعادل 750 ألف دولار اليوم)، مع تغطية 8916.29 دولارًا من بيع التذاكر والإيصالات الأخرى.

#### الالتفاف إلى كندا
في 17 ديسمبر، غادر أليكسي بالقطار إلى كندا. توقف أولاً في مونتريال، حيث تناول الإفطار مع رئيس بلدية المدينة، ثم زار لاتشين، كيبيك. ثم مر عبر أوتاوا وتورنتو، ووصل أخيرًا إلى كليفتون هيل، شلالات نياجرا في 22 ديسمبر 1871 بواسطة سكة حديد غريت ويسترن. في طريقه، توقف القطار في هاميلتون، أونتاريو حيث تلقى برقية من الملكة فيكتوريا، تبلغه بأن أمير ويلز قد تعافى من مرضه. من كليفتون هيل، ركب المجموعة الزلاجات لزيارة شلالات نياجرا. بعد أن ارتدى البدلات الزيتية للصيادين في البحر، ذهبت المجموعة أيضًا تحت الشلالات. ثم عبر نهر نياجرا فوق جسر معلق جديد ثم زار الجزء الخاص بالولايات المتحدة من الشلالات.

#### الغرب الأوسط
في 23 ديسمبر 1871، غادر أليكسي بالقطار إلى بوفالو، نيويورك، حيث أمضى عيد الميلاد. في 26 ديسمبر، وصل إلى كليفلاند حيث زار مصانع الحديد والمصانع الأخرى في نيوبورج هايتس، أوهايو. ثم استعرض إدارة حرائق كليفلاند وزار المعرض الوطني للمخترعين. ثم توقف في ديترويت في طريقه إلى شيكاغو، حيث وصل في 30 ديسمبر. كانت المدينة تتعافى من الحريق الهائل. كتب جوزيف ميديل، عمدة شيكاغو، إلى الدوق الأكبر:
"لا نملك سوى القليل لتقديمه، ليس لدينا سوى أنقاض مدينة عظيمة وجميلة وشعب شجاع يكافح في الشدائد للتخفيف من مصائبهم الهائلة".
قام بزيارة الجزء المدمر من المدينة ونال إعجابه مثابرتهم في إعادة الإعمار. مما جعله يقدم 5000 دولار أمريكي (ما يعادل 250000 دولار أمريكي اليوم) من الذهب للمشردين في شيكاغو. كما زار أليكسي حظائر الماشية ومصنع لتجهيز لحوم الخنازير.
نظرًا لإحراق فندق تيرمنت هاوس (شيكاغو) بالكامل، تم إيواؤه في نيو تيرمنت هاوس الذي تم افتتاحه في شارع ميشيغن، حيث حصل على " حرية المدينة ". في يوم رأس السنة، بدأ الجنرال فيليب شيريدان في العادة الأمريكية المتمثلة في إجراء "دعوات رأس السنة الجديدة للسيدات". من 2 إلى 4 يناير زار ميلووكي وفي 5 يناير وصل إلى سانت لويس بولاية ميسوري، حيث مكث لأكثر من أسبوع.
في سانت لويس، حضر اليكسي العرض الهزلي Blue Beard الذي كانت فيه ليديا طومسون، ممثلة تبلغ من العمر 36 عامًا تغني أغنية "If Ever I Cease Love". يُزعم أنه كان مفتونًا بالممثلة والأغنية. من المفترض أنها غنت أيضًا الرقم بشكل خاص للدوق خلال موعد.  في وقت لاحق، أثناء وجوده في سانت لويس، أصبح أليكسي مغرمًا بشكل خاص بأحد شركائه في الرقص، وهي سيدة تدعى سالي شانون من لورانس، كانساس. 
أخيرًا في 12 يناير وصل إلى أوماها، نبراسكا.

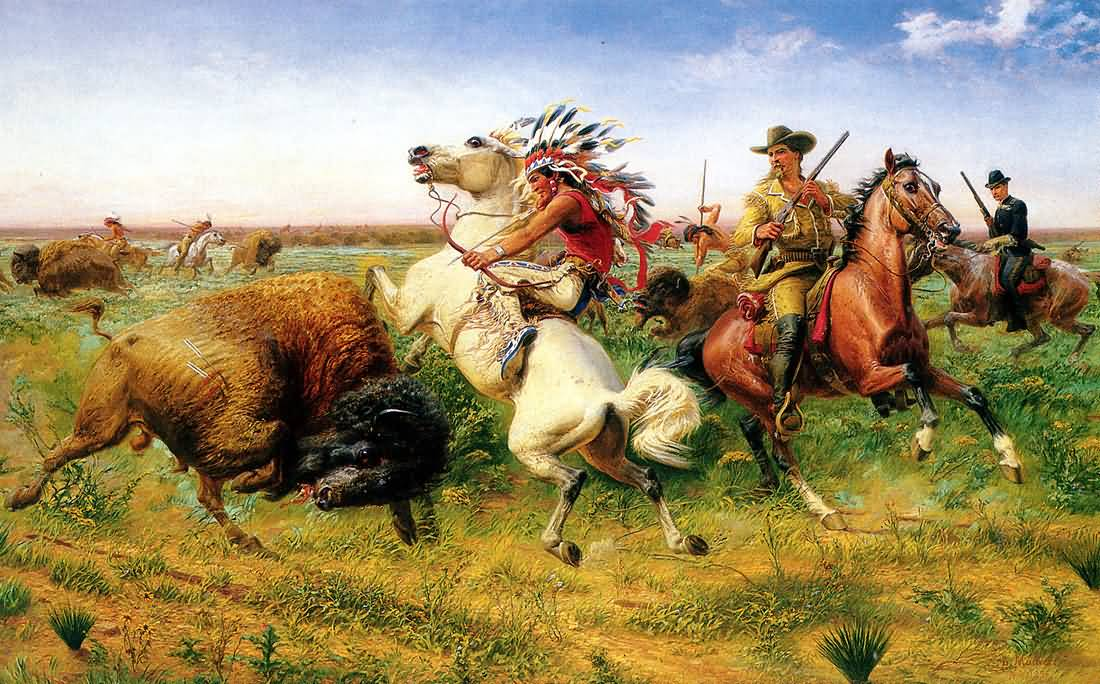
صيد الجاموس الملكي العظيم طابع ملون بواسطة لويس مورير (1895)

#### رحلة إلى مناطق الصيد
كانت الاستعدادات للمطاردة واسعة النطاق وتم تنفيذها تحت قيادة الجنرال جويل بالمر. تم حشد مجموعتين من المشاة في العربات، وسريتي سلاح الفرسان، وفرقة فوج الفرسان، ورعاة الرعي الليليين، والسعاة، والطهاة لحضور هذا الحدث.
وصل الدوق الأكبر برفقة الجنرال فيليب شيريدان، والجنرال إدوارد أورد، واللفتنانت كولونيل (اللواء) جورج أرمسترونج كستر، بعد أن تم اختيار الأخير ليكون قائدًا للمطاردة، إلى فورت ماكفرسون في 13 يناير 1872، بواسطة قطار خاص مقدم من شركة بنسلفانيا للسكك الحديدية. وقد استقبلهم حشد متحمس برئاسة بافلو بيل. بعد إلقاء الخطب، انطلقت الحفلة إلى مناطق الصيد بقيادة تكساس جاك أوموهوندرو، شريك بوفالو بيل.
ركب الدوق والجنرال شيريدان عربة مفتوحة، يجرها أربعة خيول. رافق بوفالو بيل الحفل بخمس سيارات إسعاف، وعربة خفيفة للأمتعة، وثلاث عربات من "الشمبانيا والأرواح الملكية" وخمسة عشر إلى عشرين حصانًا إضافيًا. غطت الرحلة بأكملها حوالي 50 ميلاً واستغرقت حوالي ثماني ساعات.
يتألف المخيم من خيمتين طبية (تستخدمان كخيمة طعام) وعشرة خيام جدارية وخيام للخدم والجنود. ثلاث خيام جدارية كانت مفروشة بالسجاد وخيام اليكسي خاصة كانت مغطاة بالسجاد الشرقي. تم توفير مواقد صندوقية ومواقد مخصصة للخيام.
كان كودي قد ناقش المطاردة مع الذيل المرقط، رئيس قبيلة لاكوتا، الذي وافق على مقابلة "الزعيم العظيم عبر المياه الذي كان قادمًا هناك لزيارته". ويقصد بذلك الدوق الأكبر، تجمع حوالي 600 محارب من قبائل سيوكس المختلفة، بقيادة الذيل المرقط، وور بونيه، وبلاك هات، وريد ليف، ويسلر، وباوني كيلر، لتحية أليكسي في معسكر الصيد. لقد تم تزويدهم بعشرة آلاف حصة من الطحين والسكر والقهوة و 1000 رطل من التبغ لمشقتهم - خمسة وعشرون عربة حمولة إجمالاً.
في بداية الحفلة، كان الذيل المرقط يرتدي بدلة لا تناسبه، مع حزام عسكري مقلوب رأسًا على عقب وتم تقديم مظهر محرج للغاية إلى الدوق الكبير. ثم مد الزعيم الهندي يده واستقبله بلغة لاكوتا قائلا " كيف حالك ". 
لتسلية اليكسي، نظم الهنود تمارين الفروسية ورمي الرمح ورمي القوس. ثم كانت هناك معركة زائفة، تظهر أسلوب الحرب الهندي، وتختتم برقصة حرب كبرى. لوحظ أن أليكسي أولى اهتمامًا كبيرًا لعذراء هندية حسنة المظهر. قلقًا من أن والدته، الإمبراطورة ماريا ألكسندروفنا، قد تتلقى تقارير عن مغازلته، كتب لها من سانت لويس: "فيما يتعلق بنجاحي مع السيدات الأمريكيات الذي كتب عنه الكثير في الصحف، يمكنني القول صراحة، أن هذا كامل كلام فارغ. لقد نظروا إلي منذ البداية كما لو كانوا ينظرون إلى حيوان بري، كما ينظرون إلي التمساح أو أي وحش آخر غير عادي."
نشب نزاع بين الحضور، لكن أليكسي كان قادرًا على تهدئة القتال بهدايا من البطانيات الحمراء والخضراء وسكاكين الصيد العاجية وحقيبة كبيرة من الدولارات الفضية. انعقد مجلس رسمي في خيمة شيريدان وتم تمرير أنبوب سلام حوله (أنبوب يُدخن في المناسبات لدى الهنود الحمر). انتهز الذيل المرقط الفرصة للضغط على مطالبته بحق الصيد بحرية جنوب نهر بلات وللحصول على أكثر من متجر للتجارة فيه.

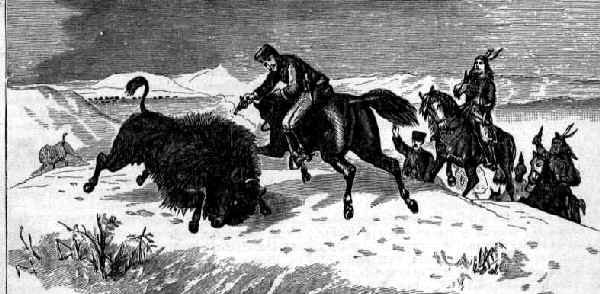
قتل الدوق الأكبر أليكسي ألكساندروفيتش جاموسًا برصاصة مسدس في 15 يناير 1872

#### مطاردة الجاموس
جرت المطاردة الكبيرة في عيد ميلاد اليكسي الثاني والعشرين، 14 يناير 1872. كان يحمل سكين صيد روسيًا ومسدسًا أمريكيًا يحملان معاطف الأسلحة الخاصة بالولايات المتحدة وروسيا على المقبض، وقد تلقاها مؤخرًا كهدية. اقترب فريق الصيد من قطيع الجاموس على بعد عدة أميال من ريد ويلو كريك. ركب أليكسي جواد بوفالو بيل الشهير "Buckskin Joe"، والذي تم تدريبه على الركوب بأقصى سرعة مع هدف حتى يمكن تحقيق أفضل تسديدة. بمجرد أن شوهد قطيع من الجاموس، على بعد حوالي ميلين، أراد أليكسي القيام بإنطلاقه لكن بيل قام بضبطه. تحرك الحزب نحو الريح واقترب تدريجياً من القطيع. على بعد مائة ياردة من الجاموس الهارب، أطلق أليكسي، الذي لم يعتاد على إطلاق النار من حصان يركض النار، لكنه أخطأ. اقترب بوفالو بيل من قربه، وسلمه بندقيته الشهيرة من عيار 0.48، "لوكريشيا"، التي ادعى أنها قتلت 4200 جاموس، ونصحه بعدم إطلاق النار حتى يكون على جانب الجاموس. عندما حاول أليكسي مرة أخرى، أصاب الهدف. أزيل جلد الجاموس الميت بعناية وألبسوه الدوق الأكبر؛ أخذ أليكسي بقية أجزاء الجاموس إلى المنزل كتذكار لمطاردته في السهول الغربية. تم قتل عشرين إلى ثلاثين حيوانًا في اليوم الأول من الصيد. عاد الحزب مبكرًا إلى المخيم، حيث كان هناك إمدادات مشروبات من الشمبانيا وغيرها من المشروبات المقدمة، وقضى المساء بأسلوب التخوم.
في صباح اليوم التالي، طلب الذيل المرقط من الدوق الأكبر أن يصطاد بجانب تو لانس، رئيس قبيلة ناكوتا سيوكس، حتى يتمكن من رؤية عرض لطريقة الصيد الهندية. عند وصوله إلى قطيع من الجاموس، أظهر مهارته بقتل حيوان كبير بسهم واحد يمر بالكامل عبر جسم الجاموس الجاري. تم الحفاظ على السهم وإعطائه إلى أليكسي. قتل اثنين من الجاموس، أحدهما على مسافة 100 خطوة، برصاصة من مسدس.
في ختام المطاردة، عند عودته إلى فورت مكفرسون، اقترح الجنرال شيريدان أن يتولى بوفالو بيل زمام الأمور ويظهر لـ أليكسي الأسلوب القديم في الركوب والقيادة فوق السهول مع الخيول في سباق كامل. كانت سيارة الإسعاف الثقيلة محصورة فوق البراري الوعرة، بينما كان الحضور بالكاد يستطيعون الاحتفاظ بمقاعدهم. إستمتع أليكسي برحلة الصيد. وعندما افترق هو وبيل في فورت مكفرسون، أهداه أليكسي معطفًا من الفرو وأزرارًا باهظة الثمن.

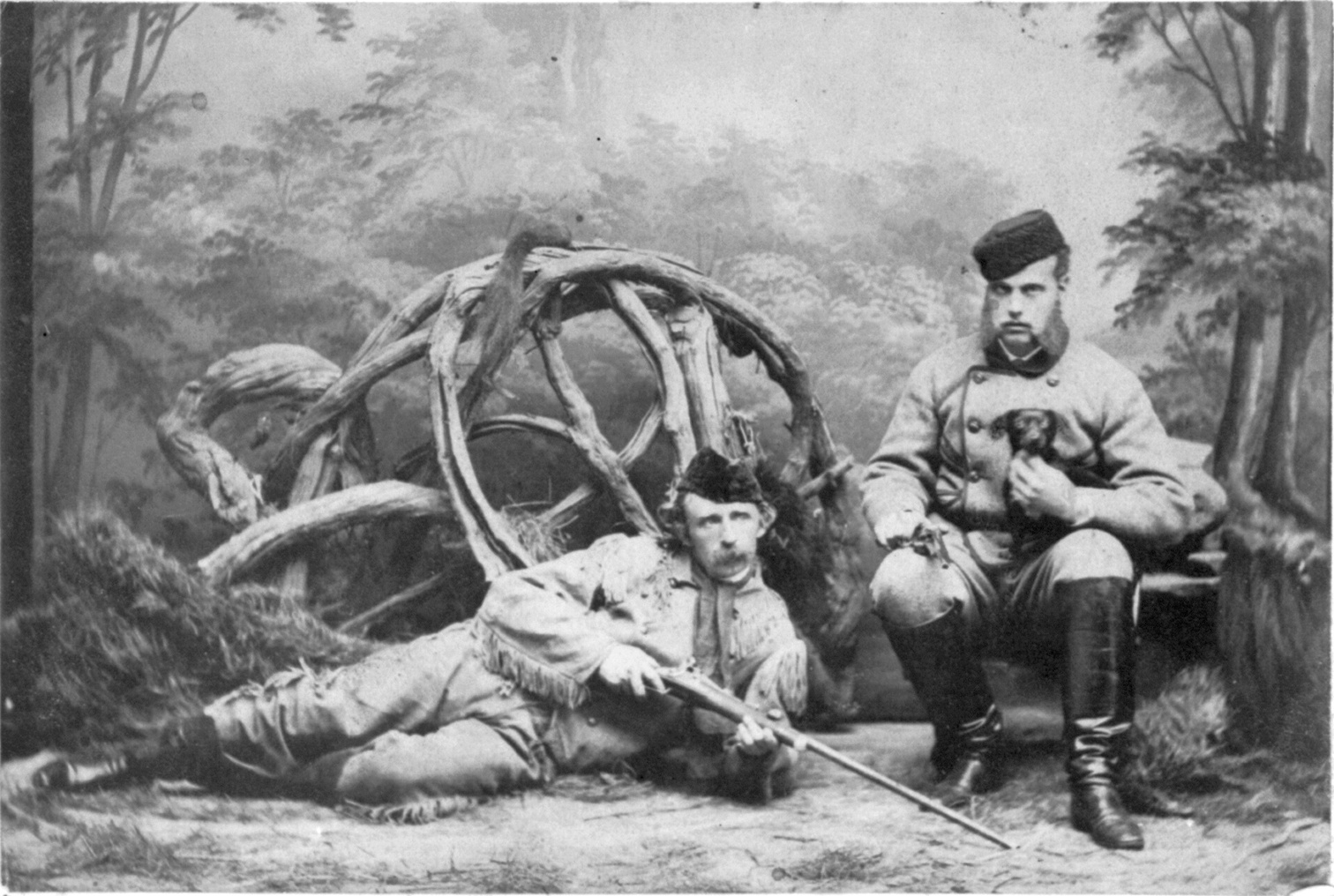
الدوق الأكبر أليكسي ألكساندروفيتش والجنرال جورج أرمسترونج كستر في توبيكا، في نهاية مطاردة الجاموس

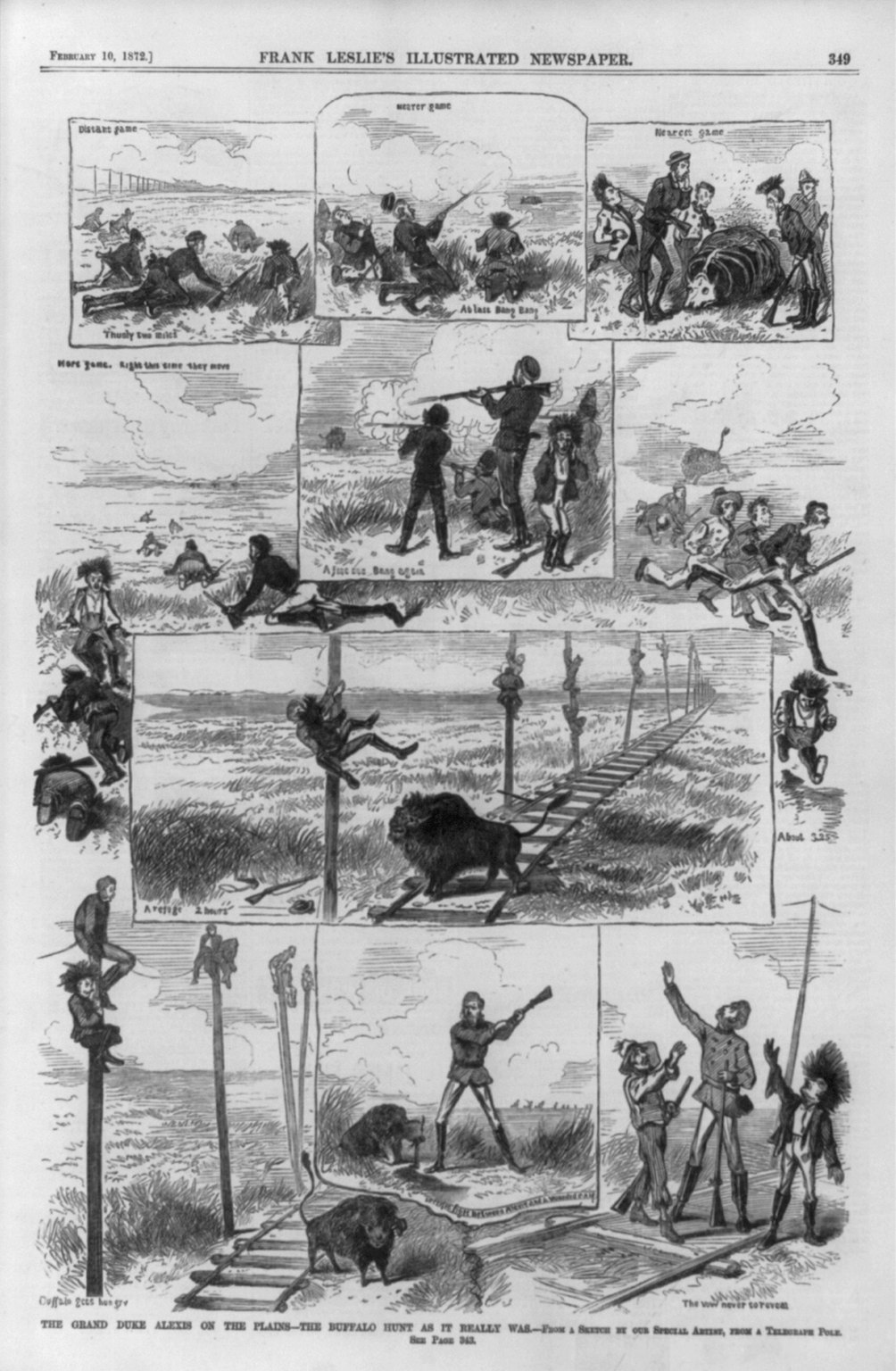
صورة كاريكاتورية في الصحف لمطاردة جاموس الدوق الأكبر

من هناك انطلق القطار إلى دنفر حيث وصل أليكسي في 17 يناير. أثناء وجوده في دنفر، حضر حفلة فخرية برعاية نادي بايونير وزار بعض المناجم. وعلى ما يبدو أنه أحب الرياضة الجديدة التي تعلمها للتو وطارد الجاموس مرة أخرى بالقرب من كولورادو سبرينغز، في رحلة العودة من دنفر عبر كانساس إلى سانت لويس. رغم ذلك، فإن الخيول المستخدمة للصيد في شرق كولورادو كانت من خيول الفرسان وغير مناسبه لمطاردة الجاموس. أصيب العديد من الصيادين خلال الارتباك الناتج عن عدم الإعتياد على هذا. لم يصب أليكسي بأذى ونجح في قتل ما يصل إلى 25 جاموس. حتى أنه أطلق النار على بعضهم وهو على متن القطار في طريقه عبر غرب كنساس باتجاه توبيكا، والذي تم الوصول إليه في 22 يناير. ويُزعم أنه بحلول الوقت الذي وصلوا فيه إلى سانت لويس، كان مخزون الحفلة من الكافيار والشمبانيا قد استنفد.
أصبح الجنرال كستر أحد أصدقاء الدوق المقربين. رافقه هو والوفد المرافق له عبر كانساس، إلى سانت لويس ونيو أورلينز وأخيراً إلى فلوريدا. استمروا في التواصل مع بعضهم البعض حتى وفاة كاستر. في الولايات المتحدة، يُذكر الصيد باسم "صيد الجاموس الملكي العظيم". ابتداءً من عام 2000، ينظم مركز هايز، نبراسكا كل عام "موعد الدوق الكبير أليكسيس" الذي يتضمن إعادة تمثيل لصيد الجاموس.
تلقى أليكسي كهدية من الرئيس الذيل المرقط ويغوام هندي وقوس وسهام. أعادهم إلى سانت بطرسبرغ. في الوقت الحاضر يتم الاحتفاظ بها في المتحف في تفير. في ذكرى مغامراته في أمريكا، نظم أليكسي كل عام عرضًا ترفيهيًا خاصًا. وصل الممثلون إلى قرية من الخيام في عربات قديمة تجرها الخيول الثقيلة. على بحيرة القصر كان هناك زوارق "هندية". ورجال بالسيوف وتوماهوك يرقصون مع نساء يرتدين تنانير طويلة قديمة. كان من المفترض أن يقدم العرض صورة عن الغرب الأمريكي القديم.

#### الولايات الجنوبية
أثناء وجوده في سانت لويس، قام أليكسي بزيارة قصيرة إلى سينسيناتي في 26 يناير. في 28 يناير غادر بالقطار متوجهاً إلى لويزفيل، كنتاكي، حيث زار كهف الماموث وواصل رحلته بواسطة باخرة، وصلت في 2 فبراير 1872 في ممفيس، تينيسي على متن الجمهورية العظمى. بعد زيارة المدينة، غادر في 8 فبراير على متن السفينة جيمس هوارد وبعد توقف في فيكسبيرغ وصل أخيرًا إلى نيو أورلينز.

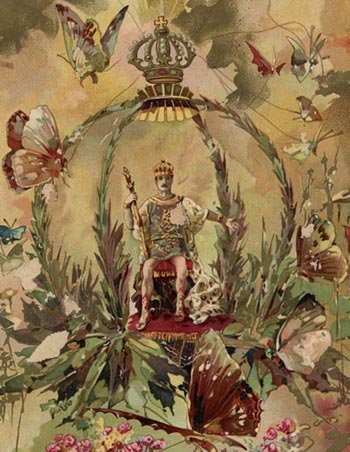
التفاصيل من الدعوة إلى كرة كرنفال ريكس، 1893

#### نيو أورلينز
في نيو أورلينز، حضر أليكسي احتفالات ماردي غرا عام 1872، حيث كان ضيف الشرف في استعراض موكب ريكس الافتتاحي.
هناك العديد من الأساطير المتعلقة بزيارة الدوق الكبير إلى نيو أورلينز. قيل إن قادة الأعمال المحليين خططوا لأول عرض نهاري لتكريمه، لكن هذا لم يكن صحيحًا. كانت نيو أورلينز تكافح من أجل التعافي من الآثار المتبقية للحرب الأهلية. في الوقت نفسه، رأى العديد من قادة المدينة الحاجة إلى فرض بعض النظام على المسيرات الفوضوية في الشوارع في يوم ماردي غرا. لقد خططوا للعرض طوال الوقت واغتنموا الفرصة للاستفادة من زيارة أليكسي. تم تشكيل مجموعة جديدة من المواطنين البارزين، أطلقت على نفسها اسم مدرسة التصميم، وكان حاكمها هو ريكس (تُعرف المنظمة الآن باسم "منظمة ريكس"). تأمل مجموعة الشباب الذين أسسوا منظمة ريكس ليس فقط الترفيه عن الدوق الأكبر، ولكن أيضًا في إنشاء موكب نهاري يكون جذابًا وممتعًا لمواطني المدينة وضيوفهم. اختاروا أحد أعضائهم، لويس جيه سالومون، جامع الأموال في المنظمة ليكون أول ريكس، ملك الكرنفال. قبل أن يبدأ عهده، كان عليه أن يستعير تاجًا، صولجانًا، وزيًا من لورانس باريت، الممثل الشكسبيري المميز الذي كان يؤدي أداء ريتشارد الثالث في مسرح التنوع.
في الوقت نفسه، وصلت جولة ليديا طومسون إلى نيو أورلينز وتم تنظيم هزلية بلوبيرد في أكاديمية الموسيقى في شارع سانت تشارلز. وصلت شائعات المغازلة بين أليكسي والممثلة إلى نيو أورليانز وتم تضخيمها بشكل أساسي لضمان وجود حضور أكبر في المسرحية. كان أليكسي قد شاهد الأداء مسبقاً ولم يحضر، حيث كان يتسكع في نادي الجوكي. إلى جانب ذلك، تغيرت تفضيلاته وأسره الممثلة الصغيرة لوتا كرابتري التي كان لها أحد الأدوار الرئيسية في مسرحية The Little Detective. على الرغم من أن اللقاء كان قصيرًا، إلا أن أليكسي أرسل لها هدية في ممفيس، محطتها التالية بعد نيو أورلينز.

حضر اليكسي موكب ريكس. ووفقًا للأسطورة، تم اختيار أغنية "If Ever I Cease to Love"، كنشيد من موكب ريكس، لأنه زُعم أنها لحنه المفضل. في الواقع، كتب جورج ليبورن الأغنية السخيفة ونشرت في لندن عام 1871. كانت الأغنية شهيرة بالفعل في نيو أورلينز قبل موكب ريكس الأول في عام 1872. من المحتمل أنه تم التعديل المحلي للكلمات عن طريق الصحفي المحلي إي سي هانكوك الذي نشرت جريدته بالفعل محاكاة ساخرة للأغنية في عام 1871. تم تكييف كلمات الأغنية حسب المناسبة وتغييرها إلى:
الدوق الأكبر أليكسي جاموساً 
في بوفالو تكساس
العرض الذي حضره اليكسي يحمل القليل من التشابه مع المسيرات الحالية. ركب ريكس حصانًا، وليس عوامة، وكان العرض الذي تلاه يتألف إلى حد كبير من الملثمين والمتظاهرين غير الرسميين. ومع ذلك، كانت هناك فرق توقفت وعزفت النشيد الوطني الروسي تكريما له. العديد من التقاليد مثل اختيار ريكس، ملك العرض، نشيد ريكس، يعود تاريخ ألوان العرض إلى زيارة أليكسي.
أبحر الأسطول الروسي من بينساكولا بفلوريدا في 22 فبراير 1872. يُزعم أنه تم تخزين مئات الأرطال من لحوم الجواميس مثلجة بعناية على متن السفن.
بينما اعتقدت ليبي كاستر، زوجة الجنرال كستر، أن أليكسي كان مهتمًا "بالفتيات الجميلات والموسيقى" أكثر من البلد الذي كان يمر به، أمضى أليكسي معظم وقته في محاولة فهم البلد.

### جولة الشرق الأقصى
في طريق عودته إلى الوطن، توقف السرب الروسي لأول مرة في هافانا، كوبا، والتي وصل إليها في 29 فبراير 1872، قبل الإبحار إلى ريو دي جانيرو حيث وصل في 3 يونيو 1872. استضاف أليكسي الإمبراطور بيدرو الثاني ملك البرازيل والبلاط الإمبراطوري على متن السفينة سفيتلانا.
مُبحراً إلى الشرق الأقصى، توقف السرب أيضًا في كيب تاون وباتافيا وسنغافورة وهونغ كونغ وكانتون وشنغهاي.    

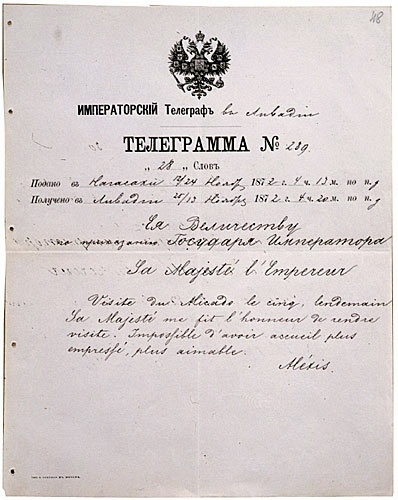
برقية أرسلها الدوق الأكبر أليكسي ألكساندروفيتش إلى القيصر ألكسندر الثاني تؤكد زيارة الإمبراطور الياباني

عند وصوله إلى اليابان في 15 أكتوبر 1872، ألقى السرب الروسي مرساة في ميناء ناغازاكي، حيث استقبل الحاكم أليكسي. تضمن البرنامج عشاء احتفالي على شرفه، وزيارات إلى المناطق الريفية المحيطة، وبطولة لأفضل 60 مصارعًا في اليابان. في 22 أكتوبر/تشرين الأول، زار أليكسي وموظفيه قرية إناسا الصغيرة حيث تعيش مستعمرة روسية. وزار الوفد الروسي فندقين هما "كرونشتاد" و "موسكو" إضافة إلى المقبرة الروسية.
غادر السرب الروسي ناغازاكي في 24 أكتوبر، وكان ميناء الاتصال التالي مدينة كوبه اليابانية، حيث استقبله حاكم المقاطعة مرة أخرى. كما حضر الدوق أليكسي عرضًا في المسرح المحلي في كوبه.
في 1 نوفمبر، أبحر السرب الروسي إلى يوكوهاما. في 5 نوفمبر، استقبل الإمبراطور الياباني ميجي الدوق الأكبر رسميًا، وفي اليوم التالي، شاهد عرضًا للقوات المسلحة اليابانية. بعد أيام قليلة، ذهب الإمبراطور، بدعوة من أليكسي، إلى يوكوهاما لرؤية السرب الروسي. بعد تدخله (الدوق)، أصدر الإمبراطور عفواً عن 34 مسيحياً يابانياً وأفرج عنهم. 
في 26 نوفمبر، أبحر السرب الروسي إلى فلاديفوستوك ليصل إلى قاعدة الأسطول الإمبراطوري الروسي في المحيط الهادئ في الخامس من ديسمبر بعد عام ونصف تقريبًا من مغادرته كرونشتاد. ثم عاد إلى العاصمة انذاك سانت بطرسبرغ عبر سيبيريا.

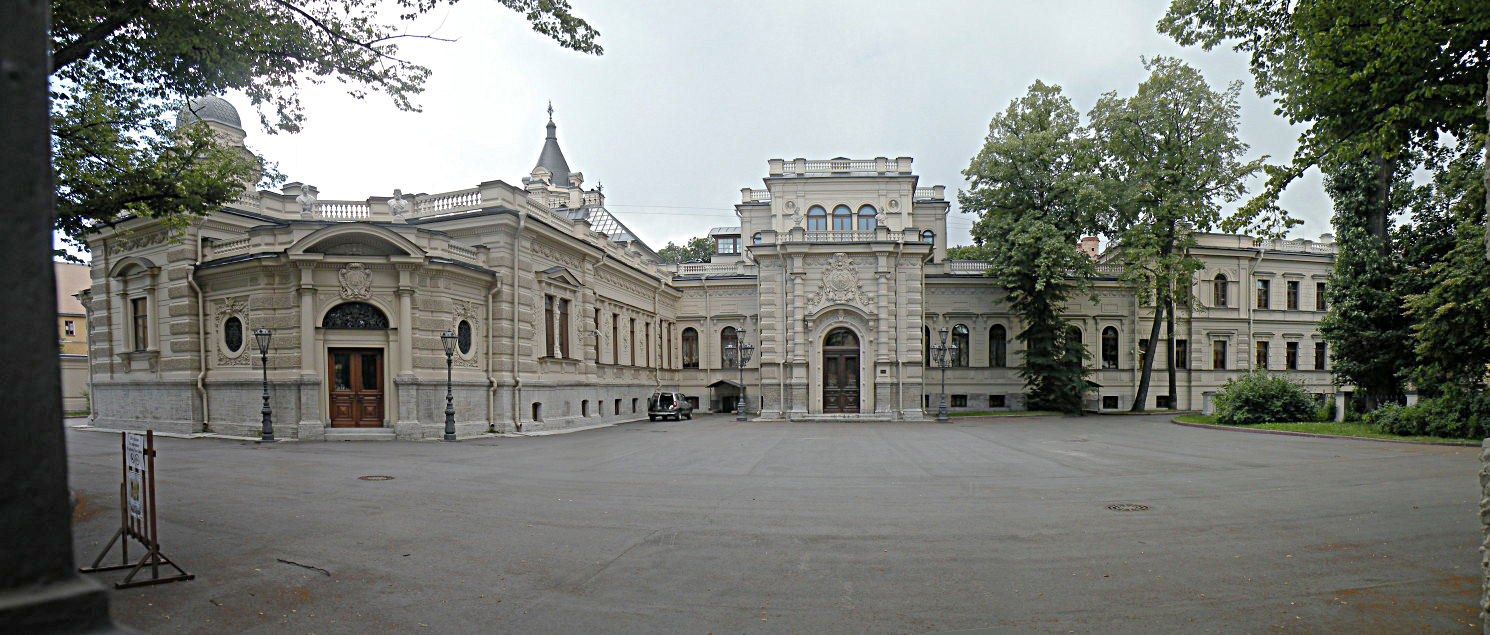
قصر الدوق الأكبر أليكسي ألكساندروفيتش على حاجز مويكا في سانت بطرسبرغ

### زيارة إلى إنجلترا
في عام 1874، رافق أليكسي والده إلى إنجلترا لزيارة شقيقته، الدوقة الكبرى ماري ألكساندروفنا، التي تزوجت مؤخرًا من نجل الملكة فيكتوريا الأمير ألفريد.

## قصر الدوق الأكبر أليكسي ألكساندروفيتش
بعد عودته من أمريكا، كان أليكسي قلقًا بشأن الإقامة المناسبة. قام بشراء مبنى قديم يقع في نهر مويكا في سانت بطرسبرغ. تم إعادة تصميم المبنى وإعادة بنائه بالكامل من قبل المهندس المعماري ماكسميليان ميسماشير بمساحةإجمالية قدرها 9200 متر مربع تعتبر واحدة من أكثر الأمثلة إثارة للاهتمام على فن العمارة الانتقائي في سانت بطرسبرغ. استخدم المهندس المعماري أسلوبًا مختلفًا لكل واجهة. يعد السياج المصنوع من الحديد والحجر المحيط بالقصر وحدائقه ميزة مثيرة للاهتمام. لا تزال البوابات المركزية مزخرفة بأحرف الدوق الأكبر، والتي أغفلت عن معانيها السلطات السوفيتية. في عام 1910، تم بيع جزء من الحدائق لبناء مصنع للحلوى. على الرغم من إعلان القصر معلمًا وطنيًا في عام 1968، إلا أنه ظل في حالة سيئة لسنوات عديدة. بعد ترميمه في أوائل العقد الأول من القرن الحادي والعشرين، أعيد افتتاحه في عام 2008 باسم سانت بطرسبرغ ميوزيك هاوس.

## السيرة العسكرية
في عام 1873، تم تنصيب أليكسي ألكساندروفيتش رئيسًا للحرس البحري الإمبراطوري. كما تم تعيينه عضواً في قسم بناء السفن والمدفعية البحرية باللجنة الفنية البحرية الروسية.
خلال الحرب الروسية التركية (1877-1878)، تمت ترقيته إلى رتبة قائد القوات البحرية الروسية على نهر الدانوب. في 9 يناير 1878، مُنح وسام القديس جورج - الدرجة الرابعة لـ "الإدارة الدؤوبة والناجحة للقوات والمعدات البحرية في 14 يونيو 1877 لبناء وصيانة الجسور والمعابر العائمة في زيمنشيا وبيتروساني ونيكوبول وعلىالاجراءات الناجحة لحماية هذه المعابر من تدمير قوات العدو".
في عام 1880، تمت ترقيته إلى معاون جنرال. في عام 1882، بعد تولي شقيقه الإسكندر العرش، تم تعيين أليكسي رئيسًا للإدارة البحرية، ليحل محل الدوق الأكبر كونستانتين نيكولايفيتش. في عام 1883، تم تعيينه أيضًا أميرالًا عامًا للأسطول الإمبراطوري الروسي. على الرغم من أن سيطرته على الشؤون اليومية للجيش كانت محدودة، إلا أن أليكسي شارك في التخطيط البحري والعسكري. لقد منحه تأثيره على القيصر قولاً قوياً في اتخاذ القرارات الإستراتيجية.
إلى جانب كونه رئيس الأساطيل الروسية، كان أليكسي أيضًا في قيادة فيلق المتدربين البحريين، وفوج حراسة موسكو، وفوج مشاة إيكاترينبرج السابع والثلاثين، وفوج مشاة تنجينسك 77، وفوج مشاة سيبيريا الشرقي السابع عشر.
كقائد عام للقوات البحرية، تم تكليفه بتحديث الأسطول، مع مراعاة التقدم التكنولوجي السريع. خلال فترة عمله، عمل على زيادة ميزانية البحرية بمقدار خمسة أضعاف. كان قادرًا على إطلاق سلسلة من البوارج المدرعة التي كانت تحل محل السفن الحديدية القديمة. وهكذا، كان له دورفعال في تجهيز البحرية الروسية بعدة بوارج من مختلف الفئات:
- فئة Peresvet ، مستوحاة من البارجة البريطانية أتش أم أس Centurion
- فئة Borodino، استنادًا إلى التصميم الفرنسي لأحواض بناء السفن في لا سين سور مير
- تم تصميم فئة Petropavlovsk في غاليرني، سانت بطرسبرغ
- فئة نافارين، على الأسلوب البريطاني من فئة ترافالغار

كما كان لديه أيضًا ألواح حديدية قديمة من فئة إيمبرتور ألكسندر الثاني أُعيد بناؤها بواسطة ساحة لا سين الفرنسية. كما وضع طرادات جديدة في الخدمة (من بينها Aurora).
كان أليكسي فعالاً في تحديث البحرية الروسية. أعاد بناء وتطوير الموانئ العسكرية في سيفاستوبول وألكسندر الثالث في ليفادا (الآن ليبايا، لاتفيا) وبورت آرثر، وزاد عدد ساحات البحرية ووسع الأحواض الجافة في كرونشتاد وفلاديفوستوك وسيفاستوبول. كما أعاد تنظيم البحرية، وتحديد شروط المؤهلات البحرية المختلفة، وصياغة قواعد لمكافأة الخدمة الطويلة لقباطنة السفن من الرتبتين الأولى والثانية، وإعادة هيكلة المهندسين الميكانيكيين والمهندسين البحريين، وزيادة عدد الضباط وأفراد الطاقم.
عندما تصاعد التوتر في الشرق الأقصى الروسي، أمر بنقل سفن إضافية إلى بورت آرثر، بما في ذلك البارجة بيتروبافلوفسك.
يوضح الأكاديمي الروسي والمهندس البحري أليكسي نيكولايفيتش كريلوف أنه على الرغم من هذه الإنجازات، كانت هناك عيوب خطيرة في نشاط الدوق الأكبر. لم يكن هناك تخطيط استراتيجي ولم يتم بناء السفن بناءً على دورها المفترض داخل الأسطول. كان هناك عدد كبير جداً من السفن من أنواع مختلفة. صٌممت السفن بشكل أساسي عن طريق النسخ من السفن البحرية الأجنبية وفي التالي من الناحية التكنولوجية كانوا متأخرين 6-7 أعوام عندما تم إطلاقها. غالباً ما كانت دروعهم ومعداتهم غير مؤهلة.
يبدو أن أليكسي قد أدرك بعض أوجه القصور هذه. فقرر الحصول على المزيد من البوارج من نوع واحد وتصميمها في الخارج لتلبية احتياجات البحرية الروسية. ومع ذلك، على الرغم من أنه كان معجباً بالبحرية البريطانية، فقد تم تصميم البوارج الجديدة عن طريق فرنسا وكان تصميمها مريعاً. كانت البوارج الجديدة من فئة بورودينو تحتوي على أجسام متقلبة كما كانت غير مستقرة، ولها مركز كتلة مرتفع. ثبت أن هذه العيوب كانت قاتلة بالنسبة للبحرية الروسية.

## العار والفصل
ساءت سمعة الدوق الأكبر على مر السنين، بإعتباره شخصاً فاسداً ومبذراً، أغدق ثرواته على "سيدات بلا سمعة". بعد أن اشترى قصراً رائعاً في باريس، بنى جناحاً جديداً في قصره في سان بطرسبرج لعشيقته، راقصة الباليه إليزابيث باليتا. وفقًا للقيصر فيلهلم الثاني، لا يمكن شراء أي سفينة في الأسطول الروسي "بدون الدوق الكبير أليكسيس، القائد العام للأسطول، الذي استولى على ربع مليون روبل ونهبها". في عام 1903، اختفى ثلاثون مليون روبل - نصف ميزانية البحرية الروسية - دون إطلاق سفينة واحدة جديدة. يٌشتبه في تورط الدوق الأكبر في التملك غير المشروع.
عند اندلاع الحرب الروسية اليابانية عام 1904، تمكن السرب الروسي الأول في المحيط الهادئ من مقاومة الهجوم الياباني خلال معركة البحر الأصفر. ومع ذلك، تم تدمير السرب خلال معركة بورت آرثر (ميز عن حصار ميناء آرثر) وهزم أسطول البلطيق، الذي أرسل للتعزيزات، تمامًا في معركة تسوشيما. كان الدوق الأكبر معارضًا قويًا للإصلاح البحري واعتبر مسؤولًا جزئيًا عن الكارثة. في عام 1904، حطم حشد نوافذ قصره في سانت بطرسبرغ. في نفس العام، "نفاه جمهور المسرح الفرنسي في تلك المدينة من المبنى". عندما ظهرت باليتا على المسرح عام 1905 مزينة بالألماس، صرخ الجمهور: "لديها أسطولنا في أذنيها! على كل إصبع لها طراد!".
في 2 يونيو 1905 بالتقويم القديم، تم إعفاء أليكسي من قيادته وتقاعد.

## الحياة في البلاط الروسي

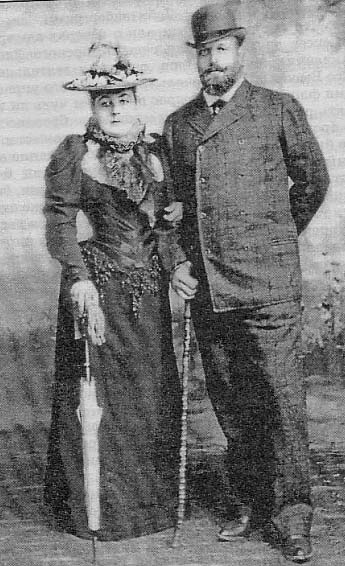
الدوق الأكبر أليكسي ألكساندروفيتش ودوقة ليوتشتنبرغ

تحدث منتقدوه عن حياة أليكسي على أنها تتكون من "نساء سريعات وسفن بطيئة"، في إشارة إلى جعله أنثويًا وهزيمة البحرية الروسية على يد اليابانيين. بعيدًا عن مكتبه، كرس أليكسي وقته للأشياء الجيدة في الحياة. كان يسلي بسخاء وجمع الفضة الجميلة وغيرها من الأعمال الفنية لتزيين قصره. في بعض الأحيان كان يصمم ملابسه بنفسه. كان زير نساء، وكان يقضي إجازته في باريس أو في بياريتز، في كل مرة برفقة سيدة مختلفة.
في أواخر ثمانينيات القرن التاسع عشر، بدأ علاقة مع دوقة ليختنبرغ، الزوجة المرغنطية لأحد أبناء عمومته يوجين فون ليوتشتنبرغ. من مواليد زيناديا سكوبيليفا، كانت "زينة" امرأة جميلة بشكل لافت للنظر تزوجت من يوجين من ليختنبرغ كزوجة ثانية له في عام 1870. جعلها الإسكندر الثاني الكونتيسة دي بوارنيه وقام ألكسندر الثالث برفعها إلى سمو ودوقة ليوتشتنبرغ. كان أليكسي عاشقاً لها لدرجة أنه أجرى علاقة علنية، تحت سقف زوجها وعلى علمه الكامل. اغتاظ يوجين ليوتشتنبرج في البداية من أن أليكسي قام بفعل ذلك به. ذات ليلة، وصل ليوتشنبرج إلى المنزل في وقت متأخر ووجد غرفة زوجته مغلقة. طرق الباب وأصر على أن تسمح له بالدخول. فتح اليكسي الباب وركله إلى أسفل السلالم. في وقت لاحق من ذلك اليوم، اشتكى ليوتشنبرج إلى ألكسندر الثالث ملك روسيا، الذي أخبره أنه إذا كان غير قادر على إدارة زوجته بنفسه، فلا يتوقع أن يساعده الآخرون. من ذلك اليوم فصاعدًا، نام ليوتشتنبرغ في مكتبه ويبدو أنه قبل الموقف. بدد ليوتشنبرج معظم ثروته على الشراب؛ لسنوات، عاش هو وزينايدا على كرم ابن عمه. حتى بعد وفاة زوجته في عام 1899، استمر الدوق في العيش تحت سقف اليكسي.
إلى جانب مهامه العسكرية، كان أليكسي أيضًا رئيسًا للجنة الإمبراطورية لترويج الباليه.
في عام 1904، أصبح أحد عرابين تساريفيتش أليكسي رومانوف، والعرابون الآخرون هم الأرملة الإمبراطورة ماريا فيودوروفنا، والقيصر فيلهلم الثاني ملك ألمانيا، والملك إدوارد السابع ملك المملكة المتحدة، والملك كريستيان التاسع ملك الدنمارك، والدوق الأكبر إرنست لودفيج من هيس، الدوقة الكبرى ألكسندرا يوسيفوفنا، والدوق الأكبر مايكل نيكولايفيتش، والدوقة الكبرى أولغا نيكولايفنا. تم أيضًا إعلان جميع الجنود الذين خدموا في الجيش خلال الحرب الروسية اليابانية عُرابًا لأليكسي رومانوف.

## وفاته
بعد اغتيال شقيقه الدوق الروسي الأكبر سيرجي ألكساندروفيتش في فبراير 1905 وتقاعده من البحرية في يونيو من نفس العام، أمضى أليكسي ألكساندروفيتش معظم وقته في المنزل الباريسي الذي اشتراه عام 1897. في منزله في جادة غابرييل، أبقى بابًا مفتوحًا للكتاب والرسامين والممثلين وخاصة الممثلات. كان دائمًا أقل اهتمامًا بالخدمات المسلحة من اهتمامه بالفن والموضة، وقد اشتُهر منذ فترة طويلة بأنه خبير في الحياة الاجتماعية والفنية والأدبية في باريس. كان هيكله الضخم مشهدًا مألوفًا في المطاعم والمسارح، خاصة في الليالي الأولى. كان آخر ظهور علني له قبل أسبوع من وفاته في بروفة مسرحية جديدة في الفودفيل. عقود من الراحة والحياة الكريمة أثرت في النهاية على صحته. توفي من التهاب رئوي في باريس في 27 نوفمبر (14 نوفمبر بالتقويم القديم) 1908. قيل إن موته دمر القيصر نيكولاس الثاني، ابن أخيه، الذي زعم أن أليكسي هو عمه المفضل. في عام 2006، تم العثور على مذكرات أليكسي في المكتبة الوطنية الروسية مع أموال يوسوبوف. بدأت المذكرة، المكتوبة باللغة الإنجليزية، في عام 1862 وتنتهي في عام 1907. لم يتم نشرها بعد.

## في الثقافة الشعبية
يتناول فيلم The Adventure of the Seven Clocks (1952)، وهو جزء من مجموعة The Exploits of Sherlock Holmes، محاولات الحركة العدمية لإغتيال الدوق الأكبر.
يعرض الكتاب الهزلي Lucky Luke Luke لعام 1973 Le Grand Duc دوقًا روسيًا كبيرًا يزور الغرب المتوحش.
في عام 1977، لعب كريستوفر لي دور صيد جاموس الدوق الأكبر الروسي في ثلاث حلقات من المسلسل التلفزيوني <i id="mwA0s">كيف فاز الغرب</i>. 
تمت الإشارة إلى المطاردة الغربية في فيلم <i id="mwA1I">Maverick</i> عام 1994، بطولة ميل جيبسون. في الفيلم، يُضطر الدوق ، بعد أن ملل من صيد الحيوانات، إلى التفكير في أنه يطارد مواطنًا أمريكيًا أصليًا.
ظهر كشخصية في رواية بوريس أكونين (The Coronation (2000))تحت اسم جورجي ألكساندروفيتش.

## شجرة النسب
|  |                                           |  |  |  |  |  |  |  |  | 8. بافل الأول |  |  |  |
|  |                                           |  |  |  |  |  |  |  |  |               |  |  |  |
|  |                                           |  |  |  |  |  |  |  |  |               |  |  |  |
|  |                                           |  |  |  |  |  |  |  |  |               |  |  |  |
|  | 4. نيكولاي الأول                          |  |  |  |  |  |  |  |  |               |  |  |  |
|  |                                           |  |  |  |  |  |  |  |  |               |  |  |  |
|  |                                           |  |  |  |  |  |  |  |  |               |  |  |  |
|  |                                           |  |  |  |  |  |  |  |  |               |  |  |  |
|  | 9. ماريا فيودوروفنا                       |  |  |  |  |  |  |  |  |               |  |  |  |
|  |                                           |  |  |  |  |  |  |  |  |               |  |  |  |
|  |                                           |  |  |  |  |  |  |  |  |               |  |  |  |
|  |                                           |  |  |  |  |  |  |  |  |               |  |  |  |
|  | 2. ألكسندر الثاني                         |  |  |  |  |  |  |  |  |               |  |  |  |
|  |                                           |  |  |  |  |  |  |  |  |               |  |  |  |
|  |                                           |  |  |  |  |  |  |  |  |               |  |  |  |
|  |                                           |  |  |  |  |  |  |  |  |               |  |  |  |
|  | 10. فريدرش فيلهلم الثالث ملك بروسيا       |  |  |  |  |  |  |  |  |               |  |  |  |
|  |                                           |  |  |  |  |  |  |  |  |               |  |  |  |
|  |                                           |  |  |  |  |  |  |  |  |               |  |  |  |
|  |                                           |  |  |  |  |  |  |  |  |               |  |  |  |
|  | 5. ألكسندرا فيودوروفنا                    |  |  |  |  |  |  |  |  |               |  |  |  |
|  |                                           |  |  |  |  |  |  |  |  |               |  |  |  |
|  |                                           |  |  |  |  |  |  |  |  |               |  |  |  |
|  |                                           |  |  |  |  |  |  |  |  |               |  |  |  |
|  | 11. لويزه مكلنبورغ ستريليتس               |  |  |  |  |  |  |  |  |               |  |  |  |
|  |                                           |  |  |  |  |  |  |  |  |               |  |  |  |
|  |                                           |  |  |  |  |  |  |  |  |               |  |  |  |
|  |                                           |  |  |  |  |  |  |  |  |               |  |  |  |
|  | 1. دوق روسيا الأكبر أليكسي ألكساندروفيتش' |  |  |  |  |  |  |  |  |               |  |  |  |
|  |                                           |  |  |  |  |  |  |  |  |               |  |  |  |
|  |                                           |  |  |  |  |  |  |  |  |               |  |  |  |
|  |                                           |  |  |  |  |  |  |  |  |               |  |  |  |
|  | 12. لودفيغ الأول دوق هسن الأكبر           |  |  |  |  |  |  |  |  |               |  |  |  |
|  |                                           |  |  |  |  |  |  |  |  |               |  |  |  |
|  |                                           |  |  |  |  |  |  |  |  |               |  |  |  |
|  |                                           |  |  |  |  |  |  |  |  |               |  |  |  |
|  | 6. لودفيغ الثاني دوق هسن الأكبر           |  |  |  |  |  |  |  |  |               |  |  |  |
|  |                                           |  |  |  |  |  |  |  |  |               |  |  |  |
|  |                                           |  |  |  |  |  |  |  |  |               |  |  |  |
|  |                                           |  |  |  |  |  |  |  |  |               |  |  |  |
|  | 13. الأميرة لودوفيكا من هسن-دارمشتات ‏     |  |  |  |  |  |  |  |  |               |  |  |  |
|  |                                           |  |  |  |  |  |  |  |  |               |  |  |  |
|  |                                           |  |  |  |  |  |  |  |  |               |  |  |  |
|  |                                           |  |  |  |  |  |  |  |  |               |  |  |  |
|  | 3. ماريا ألكسندروفنا                      |  |  |  |  |  |  |  |  |               |  |  |  |
|  |                                           |  |  |  |  |  |  |  |  |               |  |  |  |
|  |                                           |  |  |  |  |  |  |  |  |               |  |  |  |
|  |                                           |  |  |  |  |  |  |  |  |               |  |  |  |
|  | 14. كارل لودفيغ، الأمير بادن الوراثي      |  |  |  |  |  |  |  |  |               |  |  |  |
|  |                                           |  |  |  |  |  |  |  |  |               |  |  |  |
|  |                                           |  |  |  |  |  |  |  |  |               |  |  |  |
|  |                                           |  |  |  |  |  |  |  |  |               |  |  |  |
|  | 7. الأميرة فيلهيلمين من بادن              |  |  |  |  |  |  |  |  |               |  |  |  |
|  |                                           |  |  |  |  |  |  |  |  |               |  |  |  |
|  |                                           |  |  |  |  |  |  |  |  |               |  |  |  |
|  |                                           |  |  |  |  |  |  |  |  |               |  |  |  |
|  | 15. لاندغريفية أمالي من هسن-دارمشتات      |  |  |  |  |  |  |  |  |               |  |  |  |
|  |                                           |  |  |  |  |  |  |  |  |               |  |  |  |
|  |                                           |  |  |  |  |  |  |  |  |               |  |  |  |

## ملحوظات
1. 1 2  "Алексей Александрович". Энциклопедический словарь Брокгауза и Ефрона. Доп. том I, 1905 (بالروسية). доп. I: 81. 1905. QID:Q24330056.
2. ↑  "Александр II". Энциклопедический словарь Брокгауза и Ефрона. Том I, 1890 (بالروسية). I: 402–411. 1890. QID:Q21073092.
3. 1 2 3 4  Ю.Л.Коршунов "Последний генерал-адмирал (Великий князь Алексей Александрович)". مؤرشف من الأصل في 2009-07-24. اطلع عليه بتاريخ 2008-07-22.
4. ↑  Jacques Ferrand – Descendances naturelles des souverains et Grand-Ducs de Russie de 1762 à 1910, Paris, 1995
5. ↑  Jacques Ferrand – Les familles comtales de l'Ancien Empire de Russie, Paris, 1999
6. ↑  1797 Fundamental laws of Emperor Paul I of Russia. Официальный сайт Российского Императорского Дома "Официальный сайт Российского Ð?мператорского Дома". مؤرشف من الأصل في 2007-06-30. اطلع عليه بتاريخ 2008-07-27.
7. 1 2  Stanislaw Dumin – Les Romanov et la république de Saint-Marin نسخة محفوظة 23 July 2008 على موقع واي باك مشين.
8. ↑  "The Question settled. Confirmation of the Grand Duke's visit to America" The New York Times 30 June 1871 نسخة محفوظة 2018-07-25 على موقع واي باك مشين.
9. ↑  "Grand Duke Alexis. His Departure For America In August The Fleet Fitting Out At Cronstadt The Probable Programme." The New York Times 16 May 1871 نسخة محفوظة 2016-04-04 على موقع واي باك مشين.
10. ↑  "Preparations for the American Tour of the Grand Duke." The New York Times 19 June 1871 نسخة محفوظة 2018-07-25 على موقع واي باك مشين.
11. ↑  "Grand Duke Alexis. Departure of His Imperial Highness from Cronstadt. He is in Command of a Royal Squadron." The New York Times 21 August 1871 نسخة محفوظة 2018-07-25 على موقع واي باك مشين.
12. ↑  "Imposing Reception of the Grand Duke Alexis at Plymouth. The English Fleet Tender Him an Imperial Salute. Festivities at the Royal Navy Club-House. The Duke of Edinburgh Receives His Royal Cousin. Preparations at London for the Duke's Reception" The New York Times 18 September 1871 نسخة محفوظة 2018-07-25 على موقع واي باك مشين.
13. ↑  "Departure of the Russian squadron for New York" The New York Times 27 September 1871 نسخة محفوظة 2018-07-25 على موقع واي باك مشين.
14. ↑  "The Russian Reception. Alexis Not Yet Arrived. Dates from Madeira" The New York Times 29 October 1871 نسخة محفوظة 2016-06-03 على موقع واي باك مشين.
15. ↑  "Official Reception of Prince Alexis Personals." The New York Times 4 October 1871 نسخة محفوظة 2018-07-25 على موقع واي باك مشين.
16. ↑  "The Coming Reception of the Grand Duke Alexis." The New York Times 27 April 1871 نسخة محفوظة 2016-01-13 على موقع واي باك مشين.
17. ↑  "Honors To Alexis. A Cordial Welcome To The Russian Grand Duke." The New York Times 22 November 1971 نسخة محفوظة 2018-07-25 على موقع واي باك مشين.
18. ↑  "On Board the Mary Powell. The Grand Duke's Reception by the Committee" The New York Times 21 November 1871 نسخة محفوظة 2016-03-04 على موقع واي باك مشين.
19. ↑  "ON THE MARY POWELL.; The Grand Duke's Reception by the Committee Speech of Gen. Dix and the Prince's Reply. GEN. DIX'S SPEECH. THE GRAND DUKE'S REPLY". نيويورك تايمز (بالإنجليزية). 22 Nov 1871. Archived from the original on 2021-05-06. Retrieved 2018-07-25.
20. ↑  "The Grand Duke. Departure from New-York for the National Capital. A Special Train at His Service Throughout the Visit. Enthusiastic Reception by the People of Baltimore. Safe Arrival of the Visitors in Washington." The New York Times 23 November 1871 نسخة محفوظة 2018-07-25 على موقع واي باك مشين.
21. ↑  "White House - Royal And Titled Guests, 1908". Oldandsold.com. 24 فبراير 1902. مؤرشف من الأصل في 2018-09-30. اطلع عليه بتاريخ 2012-09-02.
22. ↑  "The City of Brooklyn.; The Grand Naval Ball. Honors to Grand Duke Alexis at the Brooklyn Navy-Yard" The New York Times 24 November 1871 نسخة محفوظة 2018-07-25 على موقع واي باك مشين.
23. ↑  "Arrival In This City. The Grand Duke Reaches This City at the Appointed Hour Programme for the Coming Week." The New York Times 25 November 1871 نسخة محفوظة 2012-11-03 على موقع واي باك مشين.
24. ↑  "The Grand Duke Visits the Federal Military Fortifications." The New York Times 25 November 1871 نسخة محفوظة 2016-03-04 على موقع واي باك مشين.
25. ↑  "A Quiet Sunday for the Grand Duke and His Party." The New York Times 27 November 1871 نسخة محفوظة 2018-07-25 على موقع واي باك مشين.
26. ↑  "The Grand Duke. His Movements Yesterday" The New York Times 28 November 1871 نسخة محفوظة 2016-03-05 على موقع واي باك مشين.
27. ↑  "Prince Alexis. Yesterday's Festivities in Honor of the Grand Duke." The New York Times 29 November 1871 نسخة محفوظة 2016-01-13 على موقع واي باك مشين.
28. ↑  "How Alexis Passed the Day A Shopping Excursion" The New York Times 30 November 1871 نسخة محفوظة 2018-07-26 على موقع واي باك مشين.
29. ↑  "The Grand Duke's Visit. A Trip to West Point" The New York Times 2 December 1871 نسخة محفوظة 2018-07-25 على موقع واي باك مشين.
30. ↑  "The Season of Opera". New York Times. 2 ديسمبر 1871. مؤرشف من الأصل في 2018-07-25. اطلع عليه بتاريخ 2012-09-02.
31. ↑  "Grand Duke Alexis. How He Passed His Time Yesterday And Last Evening. Presentation Of Admiral Farragut's Picture" The New York Times 3 December 1871 نسخة محفوظة 2018-07-25 على موقع واي باك مشين.
32. ↑  "The Grand Duke: Reception at Philadelphia" The New York Times 5 December 1871 نسخة محفوظة 2016-06-10 على موقع واي باك مشين.
33. ↑  "Return of the Grand Duke". New York Times. 6 ديسمبر 1871. مؤرشف من الأصل في 2018-07-25. اطلع عليه بتاريخ 2012-09-02.
34. ↑  Taffin، John (2005). Single Action Six Guns. Gun Digest Books. ص. 17. ISBN:0873499530.
35. ↑  "Duke Alexis in Boston]" (PDF). New York Times. 9 ديسمبر 1871. مؤرشف من الأصل (PDF) في 2021-08-31. اطلع عليه بتاريخ 2012-09-02.
36. ↑  "Alexis Visits the Boston Public Schools He Asks for Statistics, Reports, and Rules and Regulations" The New York Times 13 December 1871 نسخة محفوظة 2016-03-04 على موقع واي باك مشين.
37. ↑  "The Russian Prince -How He Passed His Second Day in Boston. Particulars Concerning the Ball" The New York Times 10 December 1871 نسخة محفوظة 2016-03-03 على موقع واي باك مشين.
38. ↑  "Expense of Boston Ball in Honor of the Grand Duke" The New York Times 20 December 1871 نسخة محفوظة 2018-07-25 على موقع واي باك مشين.
39. ↑  "The Grand Duke. Breakfast with the Mayor of Montreal" The New York Times, 16 December 1871 نسخة محفوظة 2018-07-25 على موقع واي باك مشين.
40. ↑  "The Grand Duke. Breakfast with the Mayor of Montreal" The New York Times, 16 December 1871 ] نسخة محفوظة 2018-07-25 على موقع واي باك مشين.
41. ↑  "Royal Party at the Falls of Niagara. Telegram from Queen Victoria" The New York Times 25 December 1871 نسخة محفوظة 2018-07-25 على موقع واي باك مشين.
42. ↑  "Reappearance of the Grand Duke Alexis from the Canadian Snows His Future Movements" The New York Times 23 December 1871 نسخة محفوظة 2018-07-25 على موقع واي باك مشين.
43. ↑  "Westward Progress of the Grand Duke of Russia" The New York Times 27 December 1871 نسخة محفوظة 2016-03-04 على موقع واي باك مشين.
44. ↑  "Chicago – The Grand Duke and New Year's Day" The New York Times 4 January 1872 نسخة محفوظة 2018-09-23 على موقع واي باك مشين.
45. ↑  "Song 'If Ever I Cease to Love' is synonymous with Mardi Gras". مؤرشف من الأصل في 2016-02-12. اطلع عليه بتاريخ 2017-06-21.
46. 1 2 3 4  Norman E. Saul Concord and Conflict: The United States and Russia, 1867–1914 University of Kansas Press, 1996, (ردمك 978-0-7006-0754-9)
47. ↑  "The Grand Duke Alexis arrived at Omaha" The New York Times 13 January 1872 نسخة محفوظة 2018-07-25 على موقع واي باك مشين.
48. ↑  "An Autobiography of Buffalo Bill". gutenberg.org. مؤرشف من الأصل في 2022-09-27. اطلع عليه بتاريخ 2017-04-03.
49. 1 2  "The Hunt of the Grand Duke Alexis". Kancoll.org. مؤرشف من الأصل في 2022-11-11. اطلع عليه بتاريخ 2012-09-02.
50. ↑  From the Schoharie Republican, 11 Jan.. (14 يناير 1872). "Buffalo Hunting by the Grand Duke". New York Times. مؤرشف من الأصل في 2016-03-04. اطلع عليه بتاريخ 2012-09-02.{{استشهاد ويب}}:  صيانة الاستشهاد: أسماء عددية: قائمة المؤلفين (link)
51. ↑  "Grand duke enjoyed Topeka visit" Topeka Capital-Journal, 21 May 2001 نسخة محفوظة 2016-01-13 على موقع واي باك مشين.
52. ↑  The Grand Duke Alexis نسخة محفوظة 26 May 2008 على موقع واي باك مشين.
53. ↑  William F. Cody The Adventures of Buffalo Bill Cosimo Classics, 2005 (ردمك 978-1-59605-627-5)
54. ↑  "Andreas' History of the State of Nebraska". Kancoll.org. مؤرشف من الأصل في 2022-04-08. اطلع عليه بتاريخ 2012-09-02.
55. ↑  "Buffalo Hunt in Nebraska by the Grand Duke Alexis of Russia in 1872". Americahurrah.com. مؤرشف من الأصل في 2012-02-16. اطلع عليه بتاريخ 2012-09-02.
56. ↑  Blankenship، Bill. "When a Romanov came a huntin' – CJOnline.com". مؤرشف من الأصل في 2016-12-20. اطلع عليه بتاريخ 2016-12-12.
57. 1 2  Walt Sehnert "The Grand Duke Alexis" McCook Gazette, Monday, 31 December 2007 ] نسخة محفوظة 2021-09-23 على موقع واي باك مشين.
58. ↑  Service، Heather Johnson / World-Herald News. "Re-enactment of buffalo hunt to salute Grand Duke Alexis visit". مؤرشف من الأصل في 2022-03-13. اطلع عليه بتاريخ 2016-12-12.
59. 1 2 3  Артем Кречетников (10 يوليو 2007). "Артем Кречетников Царская охота в прериях Небраски". BBC News. مؤرشف من الأصل في 2022-07-20. اطلع عليه بتاريخ 2012-09-02.
60. ↑  "The Grand Duke Alexis. Cincinnati Redeeming its Character for Courtesy" The New York Times 29 January 1872 نسخة محفوظة 2016-03-03 على موقع واي باك مشين.
61. ↑  "The Grand Duke going to Louisville, Ky" The New York Times 28 January 1872 نسخة محفوظة 2018-06-20 على موقع واي باك مشين.
62. ↑  [ Displaying Abstract ] (30 يناير 1872). "The Grand Duke Alexis". New York Times. مؤرشف من الأصل في 2018-06-20. اطلع عليه بتاريخ 2012-09-02.
63. ↑  "Movements of the Grand Duke Alexis" The New York Times 2 February 1872 نسخة محفوظة 2018-06-20 على موقع واي باك مشين.
64. ↑  "The Grand Duke Alexis was at Vicksburg yesterday" The New York Times 11 February 1872 نسخة محفوظة 2016-03-04 على موقع واي باك مشين.
65. ↑  "Arrival of the Grand Duke at the Crescent City." The New York Times 13 February 1872 نسخة محفوظة 2016-03-29 على موقع واي باك مشين.
66. ↑  Ned Hémard – New Orleans Nostalgia "She Was Only the Stable Master's Daughter" نسخة محفوظة 19 July 2007 على موقع واي باك مشين.
67. ↑  "Rex King of Carnival". Rexorganization.com. مؤرشف من الأصل في 2012-10-26. اطلع عليه بتاريخ 2012-09-02.
68. ↑  Renee Kutcher - Krewes
Mardi Gras نسخة محفوظة 18 January 2006 على موقع واي باك مشين. at www.miniature.net
69. ↑  New Orleans Know-It-All نسخة محفوظة 13 October 2008 على موقع واي باك مشين.
70. ↑  "Discovery of the American West". Memory.loc.gov. مؤرشف من الأصل في 2021-08-03. اطلع عليه بتاريخ 2012-09-02.
71. ↑  "Arrival of the Grand Duke Alexis in Havana" The New York Times, 1 March 1872 نسخة محفوظة 2018-07-25 على موقع واي باك مشين.
72. ↑  From Our Own Correspondent. (23 يوليو 1872). "Brazil". The New York Times. مؤرشف من الأصل في 2016-08-10. اطلع عليه بتاريخ 2012-09-02.
73. ↑  "Arrival of the Grand Duke Alexis at Cape Town." The New York Times 24 August 1872 نسخة محفوظة 2018-07-25 على موقع واي باك مشين.
74. ↑  "South Africa: The Grand Duke Alexis' Visit to Cape Town Ended" The New York Times 6 September 1872 نسخة محفوظة 2018-07-25 على موقع واي باك مشين.
75. ↑  "Arrival of the Grand Duke Alexis at Hong Kong" The New York Times 18 September 1872 نسخة محفوظة 2018-07-25 على موقع واي باك مشين.
76. ↑  "China: Movements of the Grand Duke Alexis" The New York Times 13 October 1872 نسخة محفوظة 2016-03-04 على موقع واي باك مشين.
77. ↑  "China: The Grand Duke Alexis". The New York Times. 16 نوفمبر 1872. مؤرشف من الأصل في 2016-03-09. اطلع عليه بتاريخ 2012-09-02.
78. ↑  "Japan: Reception of the Grand Duke Alexis " The New York Times 17 December 1872 نسخة محفوظة 2018-07-25 على موقع واي باك مشين.
79. ↑  "А.И. Барковец – Визиты В Японию Великого Князя Алексея Александровича". Rosizo.ru. مؤرشف من الأصل في 2012-02-09. اطلع عليه بتاريخ 2012-09-02.
80. 1 2  "Алексей Александрович". Rulex.ru. مؤرشف من الأصل في 2022-08-18. اطلع عليه بتاريخ 2012-09-02.
81. ↑  Der Kiste, p. 74
82. ↑  Palace of Grand Duke Alexei Alexandrovich نسخة محفوظة 30 June 2007 على موقع واي باك مشين.
83. ↑  "Palace of Grand Duke Alexei Alexandrovich". Fontanka.ru. 27 يونيو 2007. مؤرشف من الأصل في 2021-09-18. اطلع عليه بتاريخ 2012-09-02.
84. ↑  Imperial Russian State Council, 1902 نسخة محفوظة 5 July 2008 على موقع واي باك مشين.
85. 1 2  Robert Zedlitz-Trützschler, Twelve Years at the Imperial German Court, G. H. Doran Company, New York 1924, p. 110.
86. 1 2  Sothebys, Catalogue of Farberge and Vertue, 2 December 2020 نسخة محفوظة 2021-11-29 على موقع واي باك مشين.
87. ↑  Scandal Involves A Grand Duke, San Francisco Call, 16 June 1905
88. ↑  Courts And Capitals of the Old World, The Washington Times, 20 April 1903, p. 6
89. ↑  St. Petersburg Excited, The Daily Telegraph (Sydney), 28 April 1904.
90. ↑  Grand Duke Alexis Dies, New-York Tribune, 15 November 1908, p. 4.
91. ↑  Pepsi Nunes The Evolution of the Imperial Russian Navy and the Grand Dukes 1850–1917 – Atlantis Magazine, Vol. 2, 2001 Nr 3–4., Vol. 3 2002, Nr. 1
92. 1 2 3  Zeepvat, Romanov Autumn, p. 150
93. 1 2 3 4  John Van der Kiste, “The Romanovs 1818–1959," p. 123
94. 1 2 3 4  Zeepvat, Romanov Autumn, p. 151
95. ↑  "Romanovs of Russia". Freewebs.com. مؤرشف من الأصل في 2016-12-21. اطلع عليه بتاريخ 2012-09-02.
96. 1 2  Van der Kiste, The Romanovs 1818–1959, p. 179
97. ↑  Journal of Grand Duke Alexei Alexandrovich نسخة محفوظة 20 July 2008 على موقع واي باك مشين.
98. ↑  "Sherlock Holmes Story Summaries". مؤرشف من الأصل في 2021-05-06. اطلع عليه بتاريخ 2016-12-12.
99. ↑  "De Lucky Luke albums van Dargaud van 1968 t/m 1973 – Strips uit Heden en Verleden". مؤرشف من الأصل في 2021-05-05. اطلع عليه بتاريخ 2016-12-12.
100. ↑  "Slings & Arrows". theslingsandarrows.com. 2 مارس 2016. مؤرشف من الأصل في 2022-05-20. اطلع عليه بتاريخ 2017-06-21.
101. ↑  Pohle، Robert W. Jr.؛ Hart، Douglas C.؛ Baldwin، Rita Pohle (2017). "Christopher+Lee"+"How+the+West+Was+Won"&pg=PA320 The Christopher Lee Film Encyclopedia. Rowman & Littlefield. ISBN:9780810892705. مؤرشف من الأصل في 2022-04-07.
102. ↑  "Christopher Lee". IMDb. مؤرشف من الأصل في 2022-11-29. اطلع عليه بتاريخ 2017-11-13.